# Quintana de la Torre
La Quintana de la Torre és la quintana de la masia de La Torre, del poble de Bigues, en el terme municipal de Bigues i Riells, al Vallès Oriental.
Està situada al costat nord de la masia de la Torre i al nord-est de la de Can Feliu. És a la dreta del Tenes; el Torrent de Can Feliu (Bigues) travessa l'extrem nord d'aquesta quintana. A l'extrem de llevant de la quintana hi ha el Molinet. La seva continuïtat cap al nord i nord-oest és la Quintana de Can Noguera.